# 辻満里奈
辻 満里奈（つじ まりな、1996年8月5日 - ）は日本のフリーアナウンサーで、元RKB毎日放送アナウンサー。セント・フォース所属。

## 経歴
群馬県生まれ・埼玉県さいたま市育ち。本人はさいたま市を出身地としている。
国際基督教大学教養学部在学時にはテレビ朝日アスクに通っていた。また、2016年12月25日放送の『行列のできる法律相談所 緊急生放送2時間SP』と同年12月28日放送の『1億人の大質問!?笑ってコラえて! 年末スペシャル』（共に日本テレビ）に出演し、両番組のアシスタントを務めたことがある。
大学を卒業し、2019年4月にRKB毎日放送へ入社。制作・スポーツ局アナウンス部に配属されRKBアナウンサーになる。同局に3年半勤務したのち、2022年9月30日に退社。
同年10月16日、自身のSNSにて「セント・フォースに所属しアナウンサーを続けて行く」旨を公表。
2024年4月2日、自身のSNSにて結婚を報告。

## 現在の出演番組
- BOAT RACEプレミア（TOKYO MX・BSフジ等、2023年6月のグランドチャンピオンからビッグレース準優勝戦・優勝戦時の現地リポーター）
- BOATCAST NEWS（ボートレース公式動画配信サイト、不定期出演）
- トウキョウもっと!2元気計画研究所（TOKYO MX）

## 過去の出演番組

### RKB毎日放送時代

#### テレビ番組
- ぞっこんRKB（2019年6月[3] - 2022年9月）
- 天神調査隊 チームR4[8]
- バラエティがとまらねぇ〜[8]
- ソコトラ - 月曜MC（2020年9月 - 2021年3月）
- タダイマ! - 火曜・水曜・金曜担当（2020年9月 - 2022年9月）
- たべごころ - 天の声
- まちプリ - 火曜中継担当（2021年4月 - 2022年3月）
- サンデーウォッチ - 中継担当
- よしもと天神1丁目！（不定期）
- RKBヘッドライン（不定期）

#### ラジオ番組
- RKB50ニュース（2019年6月[3] - 2022年9月）
- ピンボケ! - 水曜パーソナリティ（2019年10月 - 2020年3月）
- カリメン - 金曜担当（2020年4月2日 - 2022年9月23日）
- 家族びより〜シアワセの高取家〜 - 仁美 役[11]
- 田畑竜介 Grooooow Up - 月曜担当（2022年3月28日 - 8月8日）

### フリーアナウンサー転身後
- ほめ×ほめナイト（RKBラジオ、2021年4月 - 2023年6月）※2022年9月まではRKBアナウンサーとして出演。